# Bussy-la-Côte
Bussy-la-Côte ist ein Ortsteil und eine ehemalige französische Gemeinde im Département Meuse in der Region Grand Est.
Zum 1. Januar 1973 bildeten die bis dahin eigenständigen Gemeinden Bussy-la-Côte, Mussey und Varney die neue Gemeinde Val-d’Ornain.

## Bevölkerungsentwicklung
| Jahr                      | 1936 | 1946 | 1954 | 1962 | 1968 |
| Einwohner                 | 137  | 144  | 126  | 136  | 145  |
| Quelle: Cassini und INSEE |      |      |      |      |      |

## Sehenswürdigkeiten
- Kirche St-André, Monument historique seit 1980